# Nghĩa Sơn, Nghĩa Hưng
Nghĩa Sơn là xã thuộc huyện Nghĩa Hưng, tỉnh Nam Định, Việt Nam.

## Địa giới hành chính
Xã Nghĩa Sơn nằm ở khu vực trung tâm của huyện Nghĩa Hưng, thuộc tả ngạn sông Đáy và hữu ngạn sông Ninh Cơ.
- Phía bắc giáp xã Nghĩa Trung và thị trấn Liễu Đề, huyện Nghĩa Hưng.
- Phía đông giáp xã Trực Hùng, huyện Trực Ninh (ranh giới tự nhiên là sông Ninh Cơ).
- Phía nam giáp các xã Hải An, Hải Giang, huyện Hải Hậu (ranh giới tự nhiên là sông Ninh Cơ), xã Nghĩa Lạc, huyện Nghĩa Hưng, tỉnh Nam Định và xã Khánh Thành, huyện Yên Khánh, tỉnh Ninh Bình (ranh giới tự nhiên là sông Đáy).
- Phía tây giáp các xã Khánh Công và Khánh Trung, huyện Yên Khánh, tỉnh Ninh Bình (ranh giới tự nhiên là sông Đáy).

## Hành chính
Năm 1977, thôn Đại Đê của xã Nghĩa Hiệp (nay là thị trấn Liễu Đề) và thôn Tân Liêu của xã Nghĩa Trung được sáp nhập về xã Nghĩa Sơn.
Xã Nghĩa Sơn gồm có 8 thôn: Lý Nhân, Tân Liêu, Đại Đê, Quần Liêu, Quần Khu, Ngoài Voi, Bơn Ngạn, Đò Mười.

## Giao thông
- Xã Nghĩa Sơn có Tỉnh lộ 55 chạy qua. Đây là địa phương có dự án Đường cao tốc Ninh Bình – Hải Phòng đi qua.
- Nằm gọn giữa dòng chảy của hai con sông lớn là sông Ninh Cơ và sông Đáy, nơi đây rất thuận lợi cho sự phát triển giao thông đường thủy.

## Kinh tế
- Với diện tích 9ha, nằm trên địa bàn giữa thôn Quần Liêu và thôn Tân Liêu, Khu công nghiệp Nghĩa Sơn đã và đang thu hút sự chú ý của nhiều nhà đầu tư vừa và nhỏ. Hiện đã có một vài nhà đầu tư đang hoạt động tại khu công nghiệp, giải quyết được lượng lớn nhu cầu làm việc của nhân dân trong xã như may mặc (chủ đầu tư Đài Loan), cơ khí, đồ gỗ mỹ nghệ, ...
- Với vị thế là xã giáp với hai con sông lớn và tiềm năng phát triển đường thủy, nơi đây đã phát triển rất tốt ngành công nghiệp đóng tàu, thuyền cỡ vừa và nhỏ phục vụ các nhà đầu tư trong và ngoài nước trong ngành kinh doanh vận tải.
- Kinh tế truyền thống là nền kinh tế nông nghiệp (trồng trọt và chăn nuôi) với đất đai phì nhiêu do được bồi đắp bởi hai con sông lớn. Nghĩa Sơn đang tận dụng rất tốt ưu thế đó trong phát triển nông nghiệp. Ngoài ra kinh doanh đường thủy cũng là một ngành nghề truyền thống.